# Jean Boudet
Jean Boudet (Bordeaux, 9 febbraio 1769 – Moravské Budějovice, 14 settembre 1809) è stato un generale francese, che servì durante le Guerre napoleoniche.

## Biografia
Boudet iniziò la sua carriera militare come sottotenente nell'armata del generale Maillebois prima di divenire un dragone del régiment de Penthièvre nel 1785. Successivamente, formatosi alla Guardia Nazionale, entrò in un battaglione di volontari della Gironda come tenente nel 1792. Nel 1793 ottenne una distinzione per il coraggio dimostrato del combattimento a Château-Pignon e prese parte all'Assedio di Tolone col grado di capitano, e poi alla Guerra di Vandea nel 1794.
Parti alla volta dell'île de Ré e poi per Guadalupa (allora occupata dagli inglesi) col rango di tenente colonnello al seguito di Victor Hugues, il 21 aprile 1794. Sbarcato a Pointe des Salines, assediò e conquistò fort Fleur d'épée ed il villaggio di Pointe-à-Pitre, strenuamente difesi dai britannici. Nominato capo di brigata il 18 giugno 1794 e quindi generale di brigata, divenne supremo comandante di tutte le forze di terra di Guadalupe il 14 dicembre 1795. Il 28 dicembre 1794, a Pointe-à-Pitre, aveva sposato Marie Joseph Elisabeth Augustine Darboussier. Completò la conquista dell'isola in una lunga serie di fatti d'arme ed il Direttorio francese (attraverso Victor Hugues e Lebas) lo elevò al rango di generale di divisione. Boudet capeggiò alcuni dragoni per punire la ribellione di Le Lamentin nel dicembre del 1797 e quindi, dopo due anni impiegati a fortificare l'isola, fece ritorno in Francia nell'aprile del 1799 per prendere parte alla Campagna delle Fiandre sotto il comando del generale Brune. Dopo il 18 brumaio, aderì all'armata di riserva comandata da Berthier e destinato in Italia. Guidò quindi l'avanguardia nella seconda campagna italiana di Napoleone dove ebbe modo di distinguersi con la sua divisione, specialmente nella Battaglia di Lodi e nella Battaglia di Marengo, fatto d'armi quest'ultimo dove rimase ferito.

### Santo Domingo
Quando vennero stilati gli accordi di pace con gli inglesi a Londra (1 ottobre 1801) venne scelto per far parte di una spedizione preparata per Santo Domingo per l'esperienza coloniale accumulata (assieme a generali come Edme Étienne Borne Desfourneaux e Donatien-Marie-Joseph de Rochambeau). L'8 ottobre venne posto al comando di alcune truppe sbarcate a Rochefort che costituiranno il grosso delle forze della divisione di Santo Domingo. Lasciando Brest l'11 dicembre 1801 e sbarcò a Port-au-Prince il 5 febbraio 1802, distinguendosi da subito per il suo spirito rivoluzionario e per la sua equità nel trattamento dei francesi come degli abitanti dell'isola e per questo divenne da subito molto popolare. Operando in sostanziale isolamento rispetto al resto delle truppe del supremo comandante Charles Leclerc, Boudet catturò con facilità Leogane (11 febbraio) e quindi seguì Dessalines nello scontro a Saint-Marc (25 febbraio), e poi a Crête-à-Pierrot. L'11 marzo venne ferito e venne costretto ad abbandonare il comando della divisione a Rochambeau. Lo storico haitiano A. Beaubrun-Arnouin (la cui storiografia si è dimostrata ad ogni modo favorevole ai francesi) descrisse Boudet come un personaggio unico per la sua umanità con i soldati ed i prigionieri nemici, guadagnandosi persino il loro rispetto.
Durante questo stesso periodo il governo provvisorio di Magloire Pélage su Guadalupe, nell'intento di mostrare la propria fedeltà alla Francia, chiese che Leclerc gli inviasse Boudet per prendere il comando militare dell'isola sino a quando Parigi non avesse inviato ufficialmente un nuovo governatore. Ancora molto apprezzato dagli abitanti di Guadalupe, Boudet lasciò pertanto Santo Domingo ancora una volta per Guadalupe il 21 aprile 1802, ma sfortunatamente la spedizione del generale Antoine Richepanse raggiunse l'isola prima di lui (6 maggio) ed il brutale comando di quest'ultimo indignò a tal punto la popolazione che il locale Louis Delgrès ed altri iniziarono una rivolta. Boudet raggiunse l'isola il 28 maggio ma la sua presenza divenne presto inutile e pertanto fece ritorno a Santo Domingo, dove venne posto a capo di una divisione a nord nel settembre di quello stesso anno e poi rispedito definitivamente in Francia il 28 settembre col compito di informare il Bonaparte della drammatica situazione nelle colonie.

### Europa
Il generale Boudet venne accolto a Parigi come un eroe e venne creato subito comandante della 1ª divisione di fanteria del corpo d'armata al comando del generale Claude-Victor Perrin (26 ottobre 1803) nei Paesi Bassi del nord. Egli si spostò dunque sotto il comando del generale Auguste Frédéric Louis Viesse de Marmont, e passò al campo di Utrecht il 5 febbraio 1804. Prese parte alla campagna del 1805 sotto il comando del generale Marmont prima di essere inviato all'Armata d'Italia nel 1806. Nel 1807 venne trasferito in Germania dove prese parte all'assedio di Colbert sotto il comando di Gioacchino Murat e, dopo il Trattato di Tilsit, alla presa di Stralsund. Al suo ritorno in servizio attivo, Napoleone lo nominò conte dell'Impero nel 1808 e gli concesse terre e rendite per 30.000 franchi nella Pomerania svedese. Partecipò alla campagna contro gli austriaci del 1809 a capo della 4ª divisione del IV corpo d'armata al comando del maresciallo Masséna. Il generale Boudet assistette alla cattura di Vienna dove ebbe modo di distinguersi nella fiera difesa del villaggio di Essling (21–22 maggio 1809), trasformando un semplice granaio in un bunker inespugnabile. Come ammise lo stesso Napoleone, fu grazie alla mirabile condotta del generale Boudet che i francesi riuscirono a vincere ad Aspern. Perse la sua artiglieria nella Battaglia di Wagram il 6 luglio. Morì il 14 settembre, poco dopo un'umiliante punto della situazione con Napoleone, probabilmente suicidatosi per il disonore o morto di crepacuore.